# Giannino Pieralisi Volley 2001-2002
Questa voce raccoglie le informazioni riguardanti il Giannino Pieralisi Volley nelle competizioni ufficiali della stagione 2001-2002.

## Organigramma societario
Area direttiva
- Presidente:

Area tecnica
- Allenatore: Giovanni Volpicella
- Allenatore in seconda: Gabriele Vasconi

Area sanitaria
- Medico: Daniele Lenti
- Fisioterapista: Gianni Serrani

## Rosa
| N° | Nome                 | Ruolo | Data di nascita   | Nazionalità sportiva |
| -- | -------------------- | ----- | ----------------- | -------------------- |
| 1  | Susanne Lahme        | C     | 10 settembre 1968 | Germania             |
| 2  | Anna Paola Mattiolo  | S     | 10 agosto 1973    | Italia               |
| 3  | Evelyn Marinelle     | L     | 20 luglio 1974    | Italia               |
| 4  | Antonella Bragaglia  | C     | 4 febbraio 1973   | Italia               |
| 5  | Marzia Rango         | P     | 31 agosto 1983    | Italia               |
| 6  | Giulia Genangeli     | C     | 28 maggio 1983    | Italia               |
| 7  | Cinzia Callegaro     | P     | 2 luglio 1975     | Italia               |
| 8  | Carolina Costagrande | S     | 15 ottobre 1980   | Argentina            |
| 9  | Giulia Borgogelli    | S     | 29 settembre 1982 | Italia               |
| 9  | Julija Šeluchina     | C     | 30 maggio 1979    | Ucraina              |
| 10 | Alessandra Romanin   | C     | 15 giugno 1969    | Italia               |
| 11 | Henriëtte Weersing   | S     | 11 ottobre 1965   | Paesi Bassi          |
| 12 | Stefania Fiorentini  | S     | 8 settembre 1980  | Italia               |
| 14 | Riëtte Fledderus     | P     | 18 ottobre 1977   | Paesi Bassi          |
| 15 | Sylvia Roll          | S     | 29 maggio 1974    | Germania             |
| -  | Marlena Mieszla      | C     | 2 maggio 1977     | Polonia              |